# Jesus Christ Superstar
Jesus Christ Superstar er en rockopera af Andrew Lloyd Webber. Forestillingen omhandler Jesu sidste dage på jorden og ses hovedsageligt fra Judas' synspunkt. Forestillingen har en mere menneskelig indgangsvinkel til Jesus. Opsætning blev opsat første gang i 1971 på Broadway og året efter i Londons West End. Musikken er skrevet af Sir Andrew Lloyd Webber og har tekster af Tim Rice. Jesus Christ Superstar var den første rockopera, siden efterfulgt af eksempelvis RENT.

## Historien
Selve plottet følger stort set biblens beskrivelser af Jesu sidste dage på jorden. Der er dog nogle væsentlige forskelle i personkarakteristikken af de to hovedpersoner, Jesus og Judas i hhv. de bibelske tekster og i Tim Rices lyrik.
I Bibelens gengivelse af Jesu "ypperstepræstelige bøn" i Getsemane Have skærtorsdag nat (Joh. 17,20) er der ikke tvivl om, at Jesus til sidst er beredt til at udføre det offer, Gud har pålagt ham at give: at dø for vore synders skyld. Han siger ganske vist først: "Fader hvis det er muligt, så tag denne kalk fra mig". Men han slutter med at sige "Ske din vilje!". I Tim Rices tekst anklager Jesus gentagne gange Gud for den opgave, han har givet ham. Og han slutter til sidst med ordene: "Så tag mig nu! Før jeg skifter sind!" ("Before I change my mind!")
I musicalen synes Judas at have opfattelsen af, at Jesus skulle være en frihedskæmper, der rent fysisk ville lede et oprør mod Romerriget. Og han fortsætter sine anklager 2000 år efter Jesu død, hvor Judas' genfærd igen kommer frem med nye anklager mod Jesus. Denne gang fordi Jesus valgte et forkert tidspunkt til at stå frem for menneskeheden. "Hvis du var kommet i dag, kunne du have brugt de moderne massemedier, og dit budskab kunne have fået meget større udbredelse."
Musicalen starter med en sang af Judas, omhandlende Jesu projekt. Folket ser ham som en Gud og ikke længere som menneske. Dette forudser Judas vil blive et problem. Igennem musicalen møder vi Kajfas (sv), ypperstepræsterne og farisæerne, der alle ønsker Jesus henrettet for at spotte Gud. Jesu tilhængere er klar til at følge ham og kæmpe imod de romerske magter, Jesus føler dog det bliver gjort på en forkert måde. Historien har hovedsageligt sit omdrejningspunkt hos forholdet mellem Judas og Jesus, Jesu menneskelighed og tvivl på sin Gud samt et trekantsdrama mellem Jesus, Judas og Maria Magdalene.
Musicalen slutter – i modsætning til Bibelen – med Jesu død på korset. Der er ikke direkte gengivet nogen opstandelse, bortset fra antydninger i de sidste stykke musik (postludiet/epilogen) uden ord for blide strygere.

## Sange

### Første akt
- Ouverture – orkestret
- Heaven on their minds (Alt for himmelvendte sind) – Judas
- What's the buzz/Strange Thing (Hva' der los?/Hendes slags) – Apostlene, Jesus, Maria, Judas
- Everything's allright (Alting er all right) – Maria, Jesus, Judas
- This Jesus must die (Denne Jesus må dø) – Kaifas, Annas, ypperpræsterne
- Hosanna (Hosianna) – ensemble
- Simon Zeolotes/Poor Jerusalem (Simon Zeolotes/Arme Jerusalem) – Simon, ensemble, Jesus
- Pilate's dream (Pilatus' drøm) – Pilatus
- The Temple (Templet) – ensemble, Jesus
- Everthing's Alright (Reprise) (Alting er ok, reprise) – Maria, Jesus
- I Don't know how to love him (Jeg vil så gerne nå ham) – Maria
- Damned for all time (Dømt for al tid) – Judas
- Blood Money (Blodpenge) – Kaifas, Annas, Judas, ensemble

### Anden akt
- The Last Supper (Den sidste nadver) – Apostlene, Jesus, Judas
- Gethsemane (I only want to say) (Gethsemane Have) – Jesus
- The Arrest (Arrestationen) – Judas, Jesus, apostlene, ensemble, Kaifas, Annas
- Peter's Denial (Peters fornægtelse) – Peter, en ung kvinde, en soldat, en gammel mand, Maria
- Pilate and Christ (For Pilatus) – Pilatus, Annas, Jesus, ensemble
- King Herod's Song (Herodes' sang) – Herodes
- Could we start again please? (Ku' vi starte forfra) – Maria, Peter, apostlene
- Judas death (Judas' død) – Judas, Kaifas, Annas
- Trial before Pilate (For Pilatus igen) – Pilatus, Jesus, Kaifas, Annas, ensemble
- Superstar (Superstar) – Judas, ensemble
- The Crucifixion (Korsfæstelsen) – Jesus
- John 19:41 (Johannes evangeliet kapitel 19 linje 41) – orkestret

## Orkestrering
- REED I : Fløjte/Piccolo
- REED II : Fløjte/Klarinet
- REED III: Obo
- REED IV : Fagot
- Horn
- 2 Trompeter
- Trombone/Tuba
- Trommesæt
- Percussion
- Elektrisk guitar
- El-bas
- Violin I-II
- Bratsch
- Cello

## Danske opsætninger
- Søndergadeskolen, Silkeborg (November 1971) Kor og orkester under ledelse af lærer Peter Wendelboe. Engelsk tekst.
- Falkoner Centret (1972) Dansk tekst. Gendigtet af Johannes Møllehave.
- Varde Sommerspil - 7-kanten (1988)
- Fraugde Kirke 1991 - instruktion Erik Bent Svendlund
- Aarhus Teater 1993
- Horsens Statsskole 1997
- Gasværket (tidligere Østre Gasværk Teater) (2002)
- Aalborg Teater 2004
- Teatret Gorgerne i Portalen, Greve Teater- og Musikhus (2006)
- Folketeatret (2007)
- Hvidovre Musikskole, Teater Vestvolden (2009)
- MCH Herning Kongrescenter (April 2010)
- Teatergruppen Fidus, Nyborg (December 2010)
- Teatret Gorgerne i Tivolis Koncertsal (September 2011)
- Hasseris Gymnasium (Februar 2015)
- Aarhus Teater 2017
- 50 års Jubilæum - Danmarks turné (2020)
- Varde Sommerspil - 7-kanten (2022)
- Jysk Musikteater, Silkeborg (2023)